# غوان ترينداد
غوان ترينداد (الاسم العلمي: Pipile pipile) هو نوع من الطيور يتبع جنس الغوان بيبيل من فصيلة القرازية.